# Tren d'aterratge

Tren d'aterratge principal i de morro d'un Airbus A330 de la companyia Qatar Airways.

El  tren d'aterratge , és la part de qualsevol aeronau encarregada d'absorbir l'energia cinètica produïda pel contacte entre l'aeronau i la pista durant la fase d'aterratge.

## Funció
Durant l'aterratge, el tren ha d'absorbir l'energia cinètica produïda per l'impacte. La coberta és el primer element que absorbeix aquest impacte, però no és suficient; així el tren d'aterratge ha de posseir un sistema d'amortiment per poder disminuir l'impacte.
La velocitat de descens d'un avió a l'aterratge, en el moment d'impacte amb el terra, és decisiva per a l'absorció de treball dels amortidors.
L'expressió  energia de descens  s'utilitza freqüentment i és l'energia cinètica arbitràriament associada amb la velocitat vertical. El sistema ha d'absorbir l'energia cinètica, equivalent a la caiguda lliure del pes de l'avió des de 80 cm d'alçada.
El pes total de l'avió, la seva distribució sobre les rodes principals i la proa o popa, la velocitat vertical d'aterratge, la quantitat d'unitats de rodes, les dimensions i pressió de les cobertes i altres, són els factors que influeixen sobre l'amortiment del xoc i aquesta ha de ser tal que l'estructura de l'avió no estigui exposada a forces excessives.
Llavors, la funció de l'amortidor del tren d'aterratge és reduir la velocitat vertical de l'avió a zero, en tal forma que la reacció del sòl mai excedeixi d'un cert valor, generalment un múltiple del pes de l'avió, a l'aterratge.
Una altra de les finalitats és permetre a l'avió que es desplaci sobre terra, tant en carrera d'enlairament, aterratge, i traslladar-se d'un lloc a un altre anomenat comunament (TAXI) i per poder estar posat sobre terra.

## Classificació
Els trens d'aterratge dels avions poden ser classificats en:
1. Trens fixos.
2. Trens retràctils.

Els trens fixos són els que, durant el vol es troben permanentment exposats al corrent d'aire. S'usen només en avions petits, de baixa velocitat on l'augment de pes per agregat d'un sistema de retracció influirà desfavorablement sobre el pes total i el guany en velocitat no milloraria molt el rendiment.

## Disposició del tren d'aterratge
Hi ha dues disposicions de tren d'aterratge a saber:
1. Tren Convencional
2. Tren Tricicle

Al seu torn hi ha variants als dos anteriors que pot ser anomenat com a tren multicicle o bicicle.

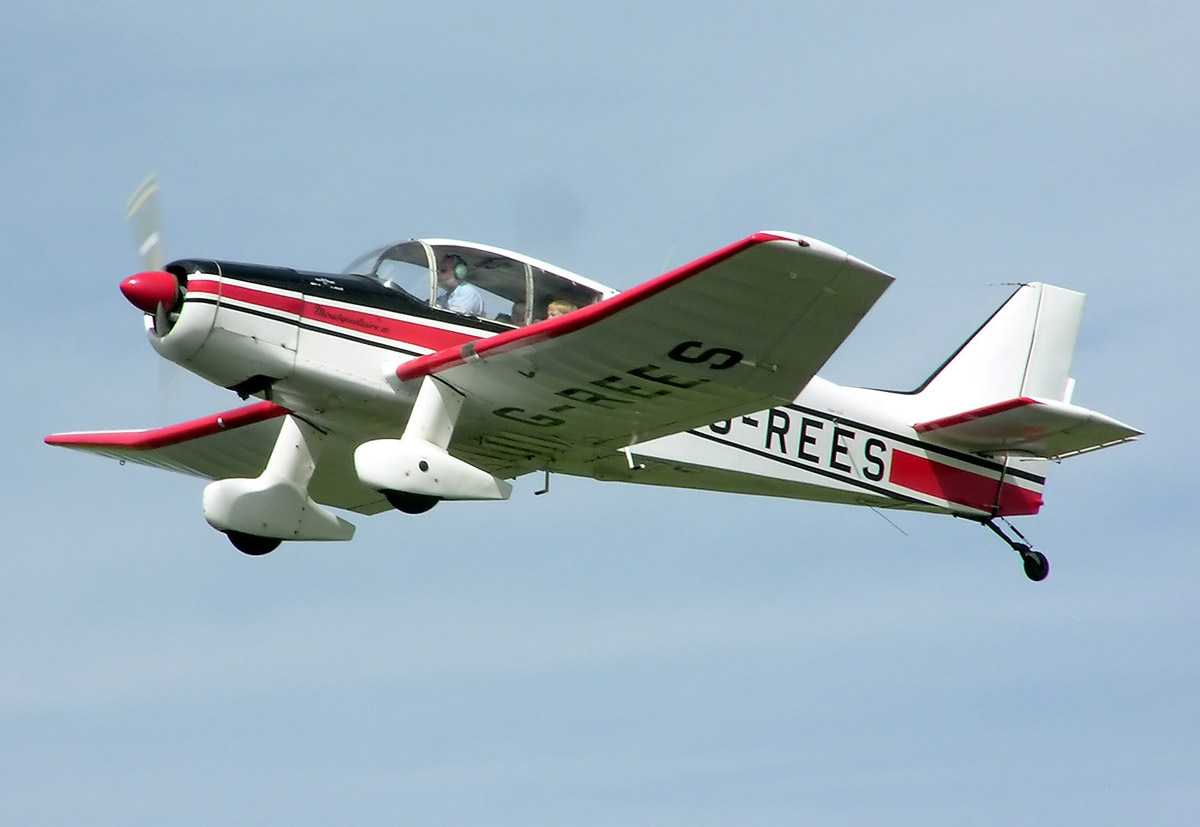
Una avioneta SAN Jodel D.140 Mousquetaire amb tren d'aterratge convencional.

### Tren convencional
El  tren convencional  està constituït per dos muntants d'aterratge sota de l'ala o del fuselatge a l'altura de l'ala i una roda o patí de cua.
Aquest tipus de tren d'aterratge té diversos inconvenients que són:
1. No permet bona visibilitat del pilot.
2. Per enlairar l'empenatge ha de produir una certa sustentació perquè l'avió quedi en posició horitzontal és a dir la roda de cua en l'aire.
3. Quan l'avió aterra es corre el risc que un mal frenat pugui fer capotes, o donar-se tornada, a l'avió. Llavors quan aterra ho fa en dos punts a dir que toquen els dos muntants davanters.

El sistema de direcció es realitza mitjançant el patí de cua comandat per cables o també es pot aconseguir el canvi de direcció aplicant el fre en un dels muntants principals i donant-li potència en el cas del bimotor al motor oposat que es va aplicar el fre.

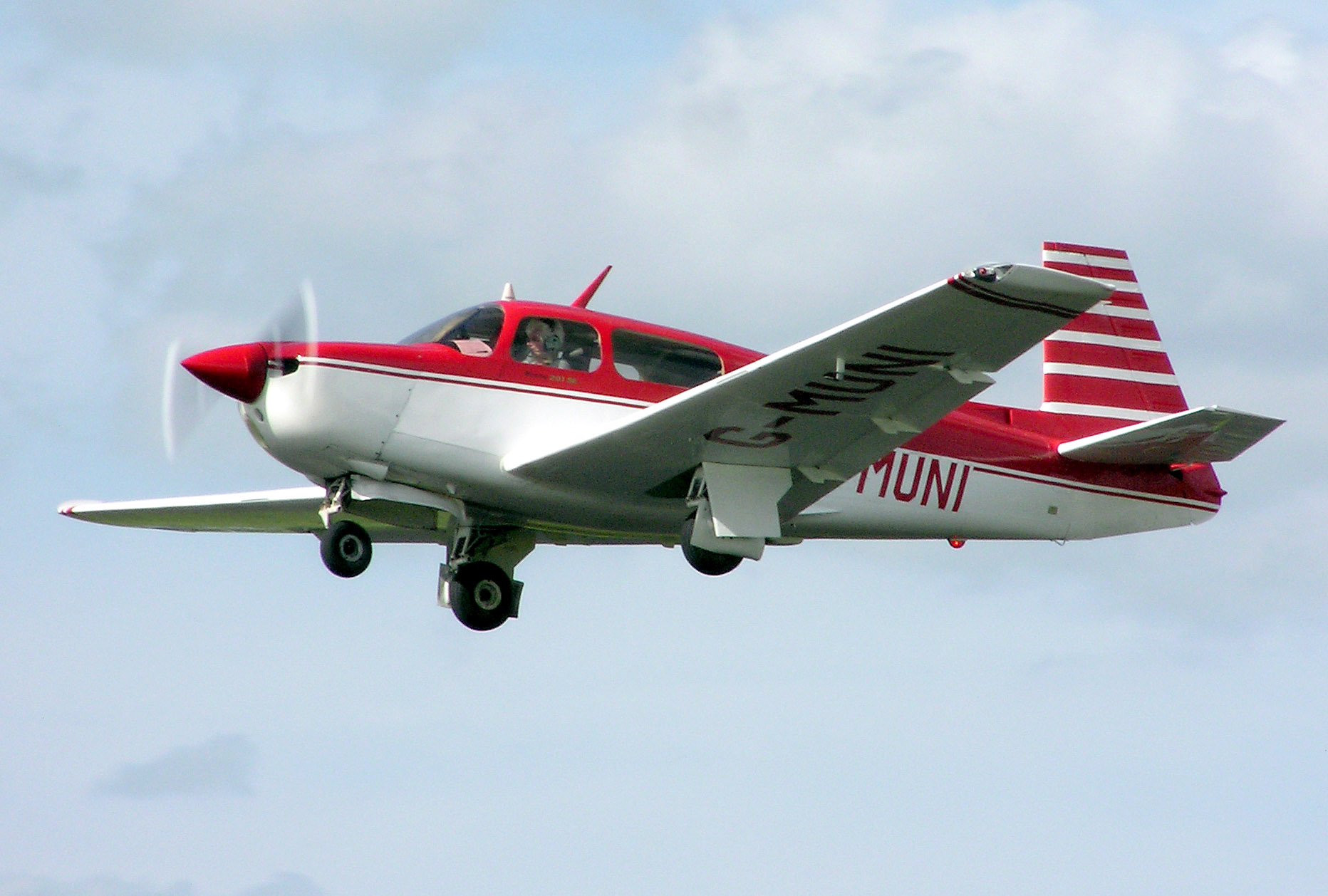
Una avioneta Mooney M20J amb un tren d'aterratge tricicle.

### Tren tricicle
El  tren tricicle  està constituït per dos muntants principals sota l'ala o del fuselatge i un import en el frontal de l'avió, que posseeix un dispositiu de direcció.
En realitat tots els avions són tricicles, però aquesta denominació s'ha generalitzat per als que porten la tercera roda a la proa.
El tren tricicle té la mateixa missió que el tren convencional, però, simplifica la tècnica de l'aterratge i permet posar l'avió en terra en posició horitzontal, eliminant el perill de capotatge, encara que s'apliquin els frens durant l'aterratge.
L'estabilitat que proporciona el tren tricicle a l'aterratge amb vent de cua o vent creuat, gràcies a la posició del centre de gravetat, davant de les rodes principals, i el recorregut en línia recta en l'aterratge i enlairament, són els avantatges més importants. Aquesta condició és d'especial importància per als avions que han d'aterrar en pistes petites, amb vent de costat.

## Ubicació del tren d'aterratge
La ubicació del tren d'aterratge amb respecte al centre de gravetat és important, ja que en depèn que un avió obtingui dolentes o bones condicions d'enlairament o aterratge.
En un tren comú amb roda de cua (convencional), el centre de gravetat, ha de trobar darrere de les rodes principals, mentre que en un tren tricicle en el qual la tercera roda es troba en la proa, ha d'estar situat lleugerament davant de les rodes principals.
Els tricicles amb roda davantera poc carregada porten darrere situades a poca distància del centre de gravetat. Un 90% de la càrrega descansa sobre el tren principal i només un 10% sobre la roda de proa.
Les rodes de proa més carregades permeten una frenada més eficaç i proporcionen una major estabilitat direccional a l'aterratge.

## Sistemes d'amortiment
El sistema d'amortiment més elemental, està constituït pel conjunt de cordons elàstics anomenats comunament monomotors petits. El moviment de les potes de tren fan estirar aquest elàstic produint l'efecte d'amortiment.
Hi ha sistemes d'amortiment, com els usats actualment, constituïts per un cilindre on juga un pistó carregat a ressort per acompanyar el retorn d'aquest, i d'una barreja d'aire comprimit i líquid hidràulic per evitar els bruscos moviments.
En avions petits, el tren d'aterratge, que compleix també les funcions d'amortiment, és l'anomenat tipus CESSNA, summament efectiu i molt simple.
L'import de tren d'aterratge principal està constituït pels següents elements: muntant amortidor, control direccional del tren d'aterratge i el  Shimmy Damp .

### Muntant amortidor
Té la funció de transformar l'energia cinètica de descens en increment de pressió d'un líquid i un gas que es troba dins d'aquest (en el moment que l'avió aterra).
Aquest import amortidor està constituït per un cilindre que en la part superior va subjecte a l'estructura de l'avió i per la seva part inferior té un pistó buit que, a l'interior, es desplaça al seu torn un altre pistó. A la part superior del pistó buit hi ha dos vàlvules que permeten el pas de certa quantitat de líquid.
La empaquetadura és una goma que permet que el líquid no surti i es trobi entre la paret del cilindre i el pistó ia més prevé el contacte metall a metall del conjunt.
Hi ha dos tipus de muntant amortidor que són:
- Oli-pneumàtic (Muntant telescòpic): aquest tipus d'amortidor utilitza oli (líquid hidràulic) amb nitrogen, els quals formen una emulsió utilitzada com energia d'absorció. Primer el líquid hidràulic, amb base de petroli, és carregat per la vàlvula de recàrrega i després el nitrogen. Els fluids hidràulics emprats actualment en aeronàutica són dos:
  - Fluids sintètics no inflamables (Sperry) (avions grans).
  - Fluids amb base de petroli (MIL-H-5606 i MIL-H-6083) (petits avions).
- Oli-ressort: aquest tipus de muntant amortidor és similar a l'anterior però aquesta constituït per un cilindre, un pistó buit i un pistó lliure que es recolza sobre un ressort el qual reemplaça al gas.

### Control direccional del tren d'aterratge
Pot ser controlat hidràulicament per cilindres direccionals en avions de gran pes o mecànicament en aeronaus lleugeres, mitjançant l'ús de cables d'acer i varetes de transmissió de moviment.
Les anomenades tisores de tren, també són uns dels principals elements de transmissió de moviment (tisora inferior i superior), així com limiten l'extensió del telescòpic (pistó de l'amortidor) quan l'aeronau s'enlaira.

### Shimmy Damp
El  Shimmy Damp és una unitat hidràulica individual, que resisteix sobtades càrregues de torsió aplicades a la roda frontal durant les operacions en terra, permetent un gir suau d'aquesta.
El principal propòsit d'aquest component és prevenir oscil·lacions extremadament brusques cap a l'esquerra o dreta durant l'operació d'enlairament i aterratge. Així mateix, una mala alineació, balanceig, una pressió desigual en els pneumàtics davanters (tren dual), pernos, eixos desgastats i ajustaments impropis, produiran un canvi.
El  Shimmy Damp  ofereix resistència a la vibració o oscil·lació forçant al líquid hidràulic a través d'un orifici del pistó. L'eix del pistó va subjecte a una part fixa de l'aeronau, i el cilindre al mecanisme de direcció de torsió de la roda frontal, el qual es mourà quan la roda sigui girada, causant un moviment relatiu entre l'eix i el cilindre de l'amortidor de balanceig.
Si per exemple, la roda experimenta una oscil·lació a l'esquerra, el pistó del cilindre es desplaçarà també a l'esquerra. Certa quantitat de fluid passarà lleugerament des del dipòsit de la càmera dreta cap a l'esquerra. El pas de líquid d'una càmera a l'altra estarà limitat per l'orifici del pistó i la resistència que ofereix el mateix al desplaçament esmorteirà l'oscil·lació.

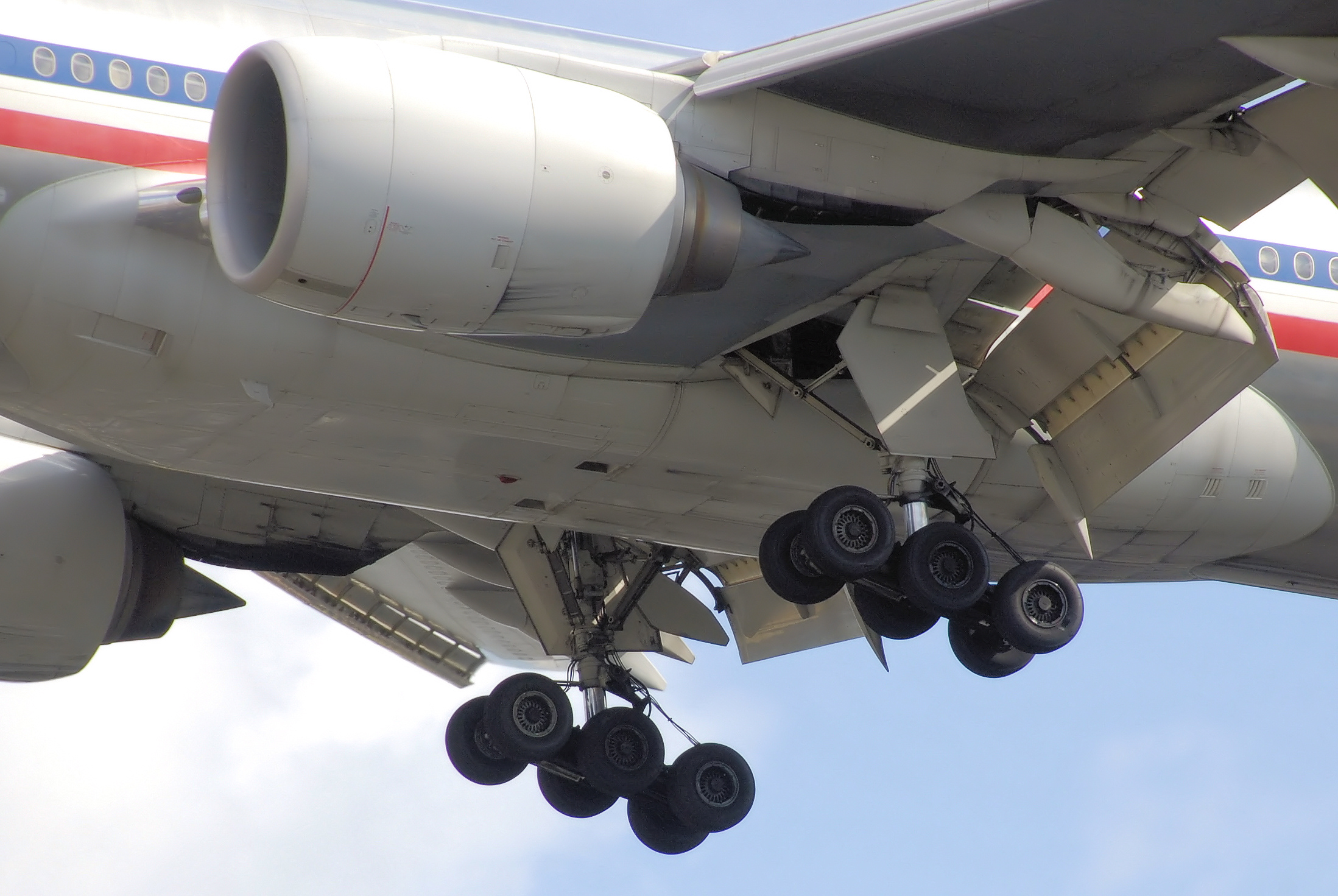
Tren d'aterratge principal d'un Boeing 777-200 de American Airlines, instants abans d'aterrar.

## Retracció i extensió del tren
La retracció i extensió del tren, i el mecanisme de tancament de les comportes del tren d'aterratge estan controlats per la palanca de control del tren d'aterratge. Un sistema d'energia hidràulica acciona el tren, les traves de portes, actuadors hidràulics, frens i el sistema direccional de la roda frontal.
Cal destacar que l'energia per retracció i extensió del tren també pot ser del tipus electro-mecànica, on un motor acciona un eix solidari a una caixa principal d'engranatges, que al seu torn acciona el mecanisme d'obertura o tancament de les comportes del tren.

## Condicions necessàries i resistència estructural
El disseny d'un tren modern ha d'atendre diferents problemes tècnics. Ha de ser lleuger i alhora robust, de construcció senzilla, de fàcil manteniment i de producció econòmica. El pes de l'estructura del tren no ha de ser major del 6% del pes total de l'avió i del 4,5% en els avions sense hèlix. El seu volum ha de ser mínim i la seva trocha el més ampla possible. El dispositiu d'absorció de l'energia o sistema d'amortiment ha de ser tal, que l'impacte dels xocs forts no sigui transmès a la resta de la esctructura de l'avió.
Ha de tenir bones característiques en la seva estabilitat direccional, controlable a terra a altes velocitats, tant en l'enlairament com en l'aterratge, amb vent o sense i permetre viratges en terra de ràdio reduït. El mecanisme per retreure al tren en vol ha de ser senzill i de funcionament segur i disposar d'un mecanisme d'emergència. El sistema de frens ha de ser eficaç, de desgast baix i bona conductivitat tèrmica.
Com a últim element constitutiu de la pota de tren, citarem al sistema de frens el qual pot ser a cinta o disc, depenent del tipus d'aeronau, allotjant-se sempre al tren principal de l'avió.